# عباس قره‌باغی
عباس قره‌باغی (۱۰ آبان ۱۲۹۷ – ۲۲ مهر ۱۳۷۹) ارتشبد نیروی زمینی شاهنشاهی ایران و آخرین رئیس ستاد بزرگ ارتشتاران از ۱۴ دی تا ۲۲ بهمن ۱۳۵۷ در دوران محمدرضا پهلوی بود. و پیش از آن وزارت کشور را برعهده داشت. او از امضا کنندگان اعلامیه بی‌طرفی ارتش در ۲۲ بهمن ۱۳۵۷ بود.

## زندگی
عباس قره‌باغی در سال ۱۲۹۷ در محله یکه‌دکان تبریز متولد شد. پدرش میرزا کریم‌خان شغل تجارت داشت و از مهاجر زادگانی بود که اجداد او پس از جنگ‌های ایران و روسیه به ایران مهاجرت کردند و در تبریز اقامت کردند. عباس پس از انجام تحصیلات ابتدائی، وارد دبیرستان رشدیه شد و تا کلاس چهارم در این دبیرستان بود و از سال پنجم وارد دبیرستان نظام تبریز گردید و در سال ۱۳۱۵ دیپلم نظام گرفت و وارد دانشکده افسری شد.
وی در مهر ۱۳۱۵ وارد دانشکدهٔ افسری شد که با دورهٔ ولیعهدی محمدرضا پهلوی هم‌زمان بود. وی در این دوران به‌سمت منشی ولیعهد منصوب شد.
قره‌باغی برای طی دوره عالی رسته پیاده، عازم کشور فرانسه شد و هم‌زمان در دانشگاه پاریس دوره دکترای حقوق را در سال ۱۳۳۳ به پایان رسانید. او پس از بازگشت به ایران در دایره عملیات رکن سوم ستاد ارتش به خدمت مشغول شد. قره باغی در ۱۳۳۴ مجدداً به فرانسه رفت تا در دانشگاه جنگ فرانسه دوره عالی را طی کند. از اینرو در سال ۱۳۳۵ دوره نهم ستاد دانشگاه جنگ، در ۱۳۳۹ دوره عالی نیروهای مشترک و در ۱۳۴۰ دیپلم عالی دانشگاه جنگ فرانسه را به پایان رسانید.
در اسفند ۱۳۴۱ به‌سمت فرماندهی دانشگاه نظامی منصوب شد. او با حفظ سمت در سال ۱۳۴۲ فرماندهی درجه‌داران دورهٔ سپاه دانش، فرماندهی خط سیر مسافرت پادشاه دانمارک به ایران و فرماندهی خط سیر مسافرت رئیس‌جمهور هند به ایران را بر عهده داشت. همچنین در سال ۱۳۴۲ به‌ریاست دادگاه تجدیدنظر ویژهٔ دادرسی ارتش منصوب گردید. این دادگاه جهت تجدیدنظر پروندهٔ سید محمود طالقانی، مهندس بازرگان، یدالله سحابی و عده‌ای از اعضای نهضت آزادی تشکیل شده بود و در نهایت رأی دادگاه اولیه در محکومیت این افراد تأیید شد.
قره‌باغی در مرداد ۱۳۴۳ به‌فرماندهی لشکر پیادهٔ گرگان و در شهریور ۱۳۴۶ به‌فرماندهی لشکر یکم گارد منصوب شد. در مهر ۱۳۴۷ به‌ریاست ستاد نیروی زمینی رسید و تا اردیبهشت ۱۳۵۱ عهده‌دار این مسئولیت بود. وی در ۲۰ اسفند همان سال به‌درجهٔ سپهبدی ارتقاء یافت. قره‌باغی از اردیبهشت ۱۳۵۱ تا مهر ۱۳۵۲ جانشینی فرمانده نیروی زمینی را عهده‌دار گردید ولی به دلیل اختلاف بین او و تیمسار اویسی که در آن زمان فرمانده نیروی زمینی بود از سمت خود عزل شد و به‌فرماندهی سپاه غرب در کرمانشاه منصوب شد.
قره‌باغی در۱۴ اردیبهشت ۱۳۵۳ به‌سمت فرماندهی ژاندارمری کل کشور منصوب شد. در این ایام به‌دلیل دیدارهای زیاد وی با شاه بسیار به او نزدیک شده بود. در جریان بازی‌های آسیایی تهران در سال ۱۳۵۳، وی نقش عمده‌ای در تأمین امنیت این بازی‌ها داشت و به‌همین دلیل پس از پایان بازی‌ها مورد تفقد شاه قرار گرفت. در شهریور ۱۳۵۴ وی به‌درجهٔ ارتشبدی رسید. وی از ۱۳ اردیبهشت ۱۳۵۳ تا ۱۴ شهریور ۱۳۵۷ در سمت فرماندهی ژاندارمری بود و در این دوران کوشش زیادی برای استخدام و آموزش افراد برای تشکیل «نیروی پایداری مقاومت» انجام داد که عدهٔ زیادی از جمله امیرعباس هویدا که در آن زمان زمان نخست‌وزیر بود و تعدادی از وزرا به‌عضویت افتخاری این نیرو درآمدند. این نیرو در زمان شدت گرفتن مخالفت‌ها بر ضد حکومت پهلوی برای یاری یگان‌های ژاندارمری اعزام شدند. همچنین وی در این مدت به‌تشکیل دوره‌های آموزشی مقدماتی و عالی رستهٔ پیادهٔ ژاندارمری، فرماندهی و ستاد بود که به فرمان شاه در مهر ۱۳۵۴ آغاز شد. این اقدامات وی سبب شد تا شاه نشان درجه یک عدالت را در ۲۱ مهر ۱۳۵۵ و نشان درجه یک همایون را در ۴ آبان ۱۳۵۵ به‌وی اهدا کند.

## در جریان حوادث انقلاب ایران

ارتشبد قره‌باغی و همسرش.

در شهریور ۱۳۵۷ قره‌باغی در کابینه شریف امامی به‌سمت وزیر کشور منصوب شد. قره‌باغی در مورد حادثهٔ ۱۷ شهریور میدان ژاله که در زمان دولت شریف امامی رخ داد، ارتشبد اویسی، فرماندار نظامی وقت را مسئول می‌دانست. در کابینه ارتشبد ازهاری نیز وی مدتی وزیر کشور و مدتی نیز سرپرست وزارت اقتصاد و دارایی بود. پس از روی کار آمدن کابینه شاپور بختیار، در ۱۴ دی ۱۳۵۷، ارتشبد قره‌باغی به‌سمت ریاست ستاد بزرگ‌ارتشتاران منصوب شد. وی همچنین در ۲۳ دی ۱۳۵۷ به‌عضویت شورای سلطنت برگزیده شد. قره‌باغی در فاصله ۱۴ تا ۲۶ دی ۱۳۵۷ هر روز و گاهی روزی دو بار به‌ملاقات محمدرضا پهلوی در کاخ نیاوران می‌رفت. در روز خروج محمدرضاشاه، بختیار و قره‌باغی از کسانی بودند که برای آخرین بار به‌داخل هواپیمای شاه رفته و با او گفتگو کردند. قره‌باغی پس از خروج شاه از کشور طی مصاحبه‌ای حمایت خود را از دولت بختیار اعلام کرد و وجود هرگونه برنامه‌ای برای کودتا را رد کرد. پس از ورود روح‌الله خمینی به ایران، قره‌باغی بارها حمایت خود را از دولت بختیار اعلام کرد.

## اعلامیه بی‌طرفی ارتش
جلسه شورای فرماندهان ارتش در ساعت ده و نیم روز ۲۲ بهمن ۱۳۵۷ به دستور و درخواست قره‌باغی ریاست ستاد بزرگ ارتشتاران جلسه ای با حضور اُمَرا و اعضای ارشد ارتش و مسئولان سازمان‌های نیروهای مسلح شاهنشاهی تشکیل شد. بیانیه ارتش در ساعت ۲ بعدازظهر از رادیو پخش شد بی‌طرفی خود را اعلام کرد و از کلیه یگان‌های نظامی خواسته شد تا به پادگان‌ها بازگردند. وی بعدها در خاطرات خود اعلام بی‌طرفی ارتش را یک راه‌حل منطقی برای اجرای دستورهای شاه در حفظ وحدت و تمامیَّت ارتش می‌دانست؛ ولی از سوی شاه و بختیار متهم به خیانت و فروپاشی نظام شاهنشاهی گردید.
گفته می‌شود که ارتشبد عباس قره‌باغی و ارتشبد فردوست نقش مهمی در این اعلام بی‌طرفی داشته‌اند.
قره‌باغی در خاطراتش می‌گوید که در روز قبل او در جلسه شورای امنیت ملی مطمئن بوده که مقدار زیادی اسلحه در دست مخالفین بوده و شورش‌هایی در مدرسه‌های نظامی رخ داده‌است و ارتش توان سرکوبی و دستگیری مخالفان را ندارد. همچنین سیستم اطلاعاتی درون ارتش به دلیل نفوذ انقلابیون توانایی خود را از دست داده و امکان استفاده مؤثر را ندارد.

## خروج از ایران
پس از پیروزی انقلاب ۱۳۵۷، قره‌باغی در روز ۲۳ بهمن ۱۳۵۷ در منزل یکی از دوستانش مخفی شد و پس از ۱۴ ماه اختفا و تغییر محل خود، در نهایت از فرودگاه مهرآباد با گذرنامه جعلی خارج شد. وی در ۲۲ مهر ۱۳۷۹ در پی ابتلا به بیماری سرطان، در سن ۸۱ سالگی در بیمارستانی در پاریس درگذشت.

## نقش تاکتیکی و بررسی عملکرد
قره‌باغی پس از خروج شاه در یک اقدام بی‌سابقه، یک بیانیه سیاسی صادر نمود. در حالی‌که تا آن روز یک مقام نظامی بیانیه سیاسی صادر نمی‌کرد. وی در این بیانیه پس از هماهنگی با بختیار طی مصاحبه‌ای، ضمن تکذیب شایعه کودتای ارتش علیه دولت بختیار، اعلام نمود برابر قوانین و آئین‌نامه‌های موجود ارتش هرگونه تمرد و عمل خودسرانه به شدت سرکوب خواهد شد و اعلام داشت که ارتش از دولت قانونی حمایت خواهد کرد.
علاوه بر این بنا به پیشنهاد بختیار در اعلام پشتیبانی از دولت، قره‌باغی در ۲ بهمن طی مصاحبه‌ای اعلام کرد ارتش با تمام قدرت از دولت قانونی حمایت می‌کند و مجدداً تأکید کرد که هیچ گونه برنامه‌ای در ارتش برای کودتا وجود ندارد. اما وی به منظور شدت عمل بخشیدن به سرکوب انقلابیون در ۶ بهمن ۵۷ با ارسال دستورالعملی به کلیهٔ فرمانداری‌های نظامی دستور داد از هرگونه تظاهرات بدون کسب مجوز ممانعت کنند و به منظور اجرای صحیح قانون حکومت نظامی، کلیهٔ مفاد قانون مزبور را از طریق رسانه‌ها یا آگهی‌های چاپی به اطلاع مردم برسانند. او در روز ۶ بهمن ۵۷ از فرمانداری‌های نظامی خواست تا با قاطعیت از هرگونه تجمعات و حرکت دسته‌ها جلوگیری شود و هرگونه حملهٔ انقلابیون به نقاط حساس شهر را به‌سرعت سرکوب نمایند. پس از ورود خمینی به ایران و اعلام او مبنی بر تشکیل دولت جدید این موضوع در جلسهٔ کمیته بحران مطرح شد.
قره‌باغی پس از خروج از ایران بعد از مدتی سکوت در ۱۲ خرداد ۱۳۵۹ طی بیانیه‌ای اعلام کرد که «در سقوط شاه و تغییر رژیم هیچ‌گونه نقشی نداشته‌است» با وجود این‌که اغلب مهره‌های رژیم پهلوی پس از خروج از ایران اقدام به فعالیت سیاسی علیه جمهوری اسلامی می‌کردند، قره‌باغی تا مدت‌ها ساکت بود و خود را از جریانات سیاسی دور نگه می‌داشت. تا این‌که در ۱۲ مهر ۱۳۶۱ وی طی ملاقاتی با رضا پهلوی در مراکش اعلام کرد که حاضر است با هر گروه سیاسی با هر ایدئولوژی که داشته باشند ملاقات و گفتگو نمایند تا بر سر تعیین یک پلاتفرم تازهٔ سیاسی به توافق برسند.

وی از سوی سلطنت‌طلبان و شاپور بختیار متهم به خیانت و عامل فروپاشی دولت بختیار شد.محمد باهری او را شخصی بدون خصلت های نظامی و سیاسی و بیشتر اداری معرفی می کند.حسن طوفانیان او را دروغگو و تحت نفوذ شدید حسین فردوست معرفی می کند:
  قره باغی دروغ میگوید تو کتابش نوشته من فقط یک دفعه فردوست را دیدم. قره باغی اصلاً همه چیز فردوست بود، اصلاً نفس بدون اجازه فردوست نمیکشید.بیخود میگوید.

## مصاحبه با احمد احرار

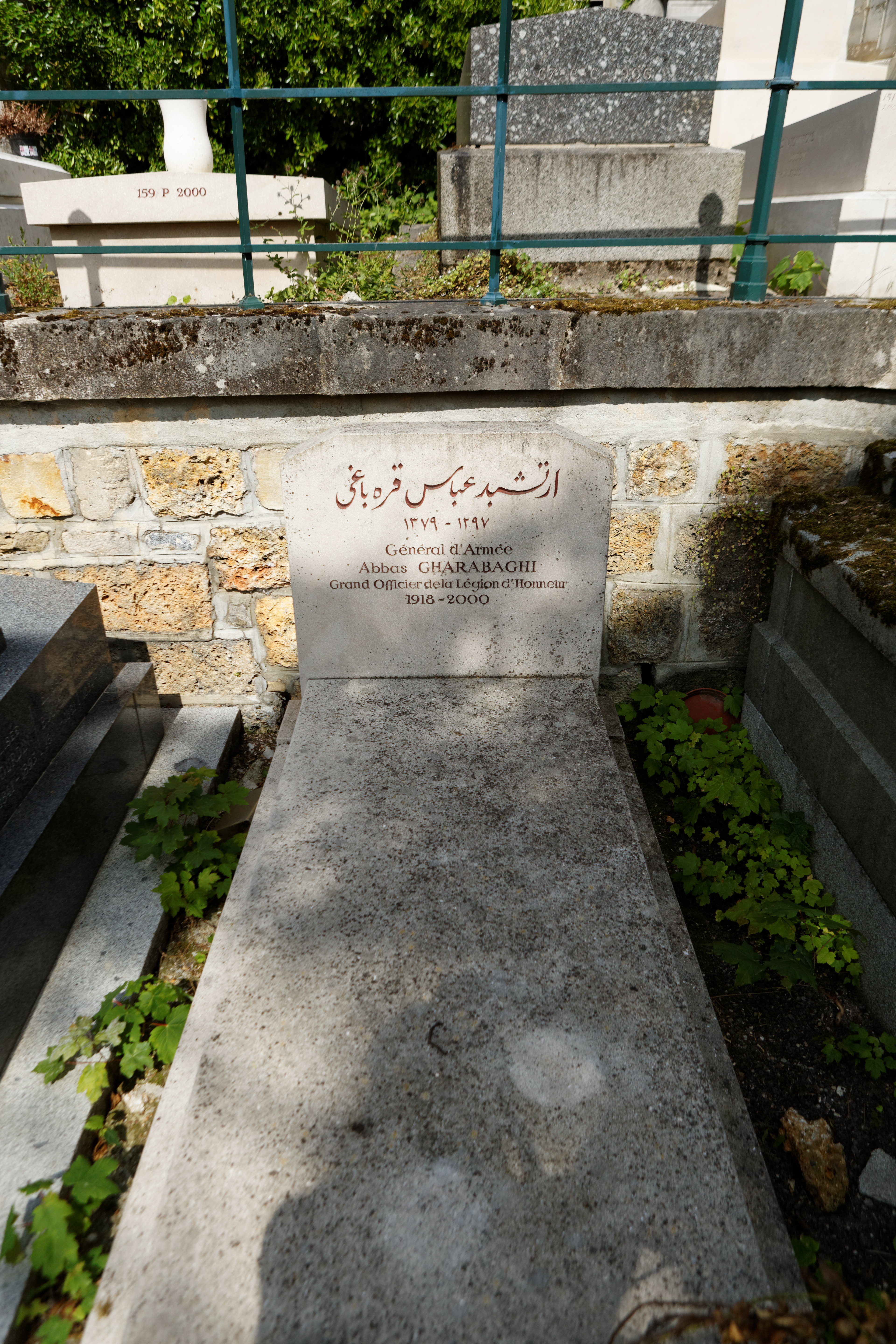
قبر عباس قره‌باغی در گورستان پر-لاشز

ارتشبد قره‌باغی در مصاحبه با احمد احرار می‌گوید:
"یک بار آقای دکتر سعید رئیس مجلس شورای ملی به من تلفن کرد، پرسید اوضاع را چه می‌بینید؟ گفتم ما منتظر اقدامات آقای نخست‌وزیر هستیم. قرار شد درخواست تشکیل جلسه شورای سلطنت را بکنیم و از نخست‌وزیر بپرسیم که طرح و برنامه ایشان چیست. جلسه تشکیل شد. آقای بختیار گفت آقای سیدجلال تهرانی رئیس شورای سلطنت رفته‌است به پاریس برای ملاقات آقای خمینی و آقای خمینی گفته‌است اول استعفا بدهید و بعد بیایید. با من هم تلفنی صحبت کرد، گفتم اشکال ندارد. حالا ایشان می‌رود صحبت می‌کند و قضایا تمام خواهد شد. آقای سیدجلال با آقای خمینی صحبت می‌کند، من هم این‌جا با مخالفین مشغول مذاکره هستم.
آقای بختیار خیلی محکم صحبت می‌کرد و می‌گفت چنین و چنان می‌کنیم و ما هم باورمان بود و می‌گفتیم ارتش در اختیار اوست و قطعاً به موقع از آن استفاده خواهد کرد تا این‌که دیدیم خیر، به‌طور جدی صحبت از آمدن خمینی است. من می‌دانستم، یعنی همه می‌دانستند که اگر خمینی به ایران بیاید دیگر کاری نمی‌توان کرد. این بود که پیش خودم گفتم بهتر است استعفا کنم و خود را کنار بکشم. آقای بختیار قول داد که خمینی نخواهد آمد و مرا منصرف کرد. بعد هم فرودگاه را بست ولی بعد از چند روز دوباره باز کرد. توضیح خواستم. گفت اوضاع سیاسی به‌کلی عوض شده‌است، سفیر انگلیس و سفیر آمریکا به من قول دادند که ایشان می‌آید و یک‌راست می‌رود به قم و در امور سیاسی مداخله نخواهد کرد. خیالتان راحت باشد. بدین ترتیب ما در مقابل امر انجام‌شده قرار گرفتیم. مقصود این‌که قبل از آمدن خمینی اگر دولت با حمایت ارتش اقدام قاطع می‌کرد، امکان داشت کاری انجام شود، اما بعد از آمدن خمینی دیگر هیچ کاری از کسی ساخته نبود و جوی خون راه می‌افتاد، بدون نتیجه."